# Charles Trenet
Charles Trenet, född 18 maj 1913 i Narbonne i Aude, död 19 februari 2001 i Créteil i Val-de-Marne (utanför Paris), var en fransk vissångare och kompositör.

## Biografi
Charles Trenet var en mycket känd fransk sångare, som växte upp i Narbonne i södra Frankrike. Han debuterade 1935 och slog igenom som solist vid ABC-revyn i Paris 1938.
Trenet tillhör de verkligt stora inom chanson-genren. Sin största succé fick han med sången La Mer (sv. "Havet") 1945. Några andra sånger av honom är Je chante, La romance de Paris, L'âme des poètes och La jolie sardane.